# Membranophon

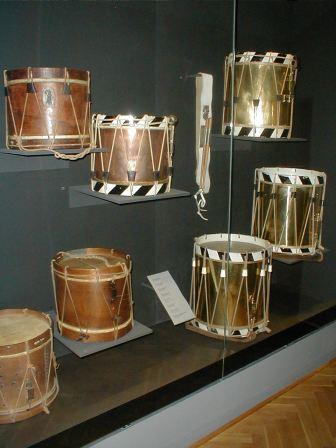
Verschiedene Basler Trommeln

Membranophon (lateinisch-griechisches Kunstwort, „Fellklinger“) bezeichnet ein Musikinstrument, das zur Klangerzeugung eine gespannte Membran besitzt. Diese Membran kann eine Tierhaut sein, auch Pergament, eine Plastikfolie, Papier oder Ähnliches. Damit die Membran klingt, muss sie zum Schwingen gebracht werden. Das geschieht üblicherweise durch Anschlagen wie bei einer Schlagtrommel, die zu den Schlaginstrumenten gehört. Daneben gibt es Reibtrommeln, deren Membran mit einem Gegenstand gestrichen wird, und in Indien als Ektara bekannten Zupftrommeln. Alle Arten von Trommeln zählen zu den Membranophonen. Beim Mirliton wird die Membran durch Anblasen in Schwingung versetzt. 
Je nach Konstruktion des Membranophons entsteht beim Anschlagen ein Klang mit einem deutlich hörbaren Grundton oder auch ein eher diffuses Gemisch verschiedener Frequenzen. Zu Membranophonen, die bestimmte Tonhöhen produzieren können, zählen Kesseltrommeln wie die Pauke und die Tabla, daneben auch einige Röhrentrommeln wie Sanduhrtrommeln in Afrika oder Indien. 

## Einteilung
Trommeln lassen sich nach der Form des Resonanzkörpers in drei Kategorien einteilen:
- Rahmentrommeln (Beispiel Tamburin)
- Röhrentrommeln, einfellig und unten offen (Beispiel Concert-Tom, Djembé) oder zweifellig, d. h. beidseitig geschlossen (Beispiel Große Trommel, Taiko)
- Kesseltrommeln (Beispiel Pauke)

Die nicht in diese Kategorien passende historische Erdtrommel ist die Urform der Schlagtrommeln. Ihre Membran besteht aus einer frei gespannten Tierhaut.
Andere Einteilungen von Membranophonen erfolgen nach:
- der Funktion: Zeremonialtrommel, Nachrichtentrommel, Tanztrommel
- oder der Spielweise: Schlagtrommel, Handtrommel, Reibtrommel, Zupftrommel, Mirliton.
- Die Tontrommel wird nach dem Material des Korpus unabhängig von dessen Form definiert.

Die meisten Trommeln werden als Rhythmusinstrument gespielt. Trommelspiele sind als Melodieinstrument verwendete Sätze aus mehreren Trommeln unterschiedlicher Tonhöhen. Dazu gehören die Kesseltrommelreihe Entenga in Uganda, der Kreis aus zweifelligen Fasstrommeln Hsaing Waing in Myanmar, der Kreis aus Kesseltrommeln Tabla Tarang in Indien und der zur Erweiterung des Schlagzeugs eingeführte Satz aus langen einfelligen Zylindertrommeln Octoban.

## Klangbildung
Die physikalischen Grundlagen der Klangentstehung bei Membranophonen (im Folgenden als Trommeln bezeichnet) sind zwar bekannt, es ist aber noch nicht bis ins Detail möglich, einzelne physikalischen Effekte einem Klangbild zuzuordnen. 
Es gibt einige Gemeinsamkeiten zwischen dem Verhalten von Lautsprecherboxen und Trommeln. Der Trommelkorpus hat – wie das Gehäuse beim Lautsprecher – einen gewissen Einfluss auf die Schwingungen der Membran und deren Schallabstrahlung, in beiden Fällen jedoch keine aktive Funktion: selbst wenn der Korpus mitschwingt, also Schall abstrahlt, ist dies so erheblich weniger, dass er als Schallquelle gegenüber dem Schlagfell zumeist nicht wahrnehmbar ist. Der Korpus fungiert als Spannrahmen, um die Membran am Rand zu fixieren, als Schallwand und ermöglicht einen harten Anschlag durch Erhöhung der Massenträgheit. Bei einem im Verhältnis zur Membran leichten Korpus wird ein Teil der Bewegungsenergie der Membran in niederfrequente Schwingungen des Korpus umgesetzt. Bei kurzen Korpussen werden tiefe Frequenzen gedämpft, weil ein akustischer Kurzschluss besteht. Einige Frequenzen werden durch Resonanz zwischen dem Membran-Luftvolumen-System im Korpus verstärkt. Beides – bei Lautsprecherboxen unerwünscht – trägt zum Klangcharakter bei.
Die Aufhängung der Membran macht den wesentlichen Unterschied zwischen Lautsprechern und Membranophonen aus. Während der Lautsprecherkonus durch Sicke und Spinne zentriert wird und ansonsten frei schwingen kann, ist die Trommelmembran fest um den Rand des Korpus gespannt. Es entstehen verschiedene Schwingungsmodi der Membran: radiale, partiale sowie konzentrische. Sie sind – im Gegensatz zum Lautsprecher – bei Trommelfellen durchaus erwünscht, da sie zum Klangbild beitragen. Die Frequenz der Grundschwingung ist amplitudenabhängig – ein Charakteristikum, das bei nur wenigen Instrumenten erwünscht ist. Bei Schlagzeugfellen nimmt man Einfluss auf Klang bzw. Obertonspektrum durch verschiedene Materialstärken, Beschichtungen, doppellagige Konstruktionen, zusätzliche Dämpfungsringe oder -punkte sowie durch die Art des Anschlagens (Ort und Hilfsmittel). Für Pauke und Trommel werden Schlägel mit unterschiedlicher Masse und Steifigkeit verwendet. Je nachdem, ob man am Rand oder in der Mitte anschlägt, kann man den Obertongehalt variieren. Je größer die Membran und je geringer ihre Spannung, desto tiefer der Ton. 
Die geschlossene Trommel verhält sich physikalisch ähnlich wie eine geschlossene Lautsprecherbox. 
Je flacher der Korpus einer offenen Trommel, desto stärker werden die tiefen Töne durch den akustischen Kurzschluss abgeschwächt: Ein Tamburin klingt heller als eine hohe Trommel mit gleich großem Bezug. 
Die Trommel mit Resonanzfell nutzt ähnliche physikalische Effekte wie die Bassreflexbox, hier wird durch Resonanz ein tiefer Grundton verstärkt, der Korpus kann dennoch relativ klein bleiben. Das in der Trommel eingeschlossene Luftvolumen wirkt physikalisch als Masse-Feder-Element. Der akustische Kurzschluss ist auch hier wirksam, vergleichbar dem Verhalten einer Bassreflexbox werden Frequenzen unterhalb der Resonanzfrequenz stark bedämpft.
Eine Analyse des Schwingungsverhaltens von Membranen wurde am Beispiel der Pauke durchgeführt.

## Membranopipe
Die Membranopipe gehört zu den Blasinstrumenten. Bei ihr ist zwar der Tonerreger eine gespannte Membran, diese wird aber durch einen Luftstrom angeregt und öffnet und schließt periodisch einen Luftdurchlass, wodurch sie ähnlich wie bei einem Rohrblattinstrument die Luft in einer Röhre in Schwingung versetzt. 